# Cesare Speciano
Cesare Speciano (1. září 1539, Cremona – 21. srpna 1607, Cremona) byl italský římskokatolický duchovní, biskup v Novaře a Cremoně a papežský nuncius ve Španělsku a u císařského dvora v Praze. Byl jedním z duchovních, kteří byli žáky sv. Karla Boromejského, původně byl jeho agentem (zástupcem) na papežském dvoře.

### Edice nunciaturní korespondence
- Mosconi Natale, La nunziatura del cremonese Cesare Speciano negli anni 1586–1588 alla corte di Filippo II (su documenti inediti dell’Archivio Segreto Vaticano), Cremona, 1939.
- Mosconi Natale, La nunziatura di Praga di Cesare Speciano (1592–1598) nelle carte inedite vaticane e ambrosiane, a cura di, tom. I–V, Brescia 1966.
- Pazderová Alena (ed.), Epistulae et acta nuntiorum apostolicorum apud imperatorem 1592–1628, Tomus I. Epistulae et acta Caesaris Speciani 1592-1598, Pars I. Mai 1592 – Dezember 1592; Pars II. Januar 1593 – Dezember 1593; Pars III. Januar 1594 – Dezember 1594, Praha: Národní archiv 2017.

### Specializované studie
- Pazderová Alena, La Boemia multiconfessionale e la nunziatura di Cesare Speciano a Praga, in: R. Bösel – G. Klingenstein – A. Koller (Hg.), Kaiserhof – Papsthof (16. – 18. Jahrhundert), Wien 2006, s. 25–32.
- Pazderová Alena, Lobkovická aféra a papežský nuncius Cesare Speciano. In: Acta Universitatis Carolinae – Philosophica et historica 1-2, 2002, s. 731–743.
- Pazderová Alena, Nuncius Speciano a konvertita Lange. Příspěvek ke Specianovým vydavatelským aktivitám v prvních měsících jeho pražského působení. In: Pocta Elišce Čáňové. Sborník k životnímu jubileu, Praha 2003, s. 125–138.
- Pazderová Alena, Zázemí Specianovy nunciatury u císařského dvora v Praze v letech 1592–1594, Paginae historiae : sborník Národního archivu / Praha : Národní archiv, 2015 422, 366 s. 1211-9768 Roč. 23, č. 1 (2015), s. 7-54